# Orden de matar
Orden de matar es una película argentina, dirigida por Román Viñoly Barreto y protagonizada por Jorge Salcedo, Nelly Meden, Graciela Borges, Sergio Renán y Gilda Lousek que se estrenó el 23 de septiembre de 1965. 

## Sinopsis
Charly, un joven de familia adinerada mata a un ciego en el subterráneo en medio de los pasajeros, sale de la estación sin ser visto y aborda un automóvil. Debido a la velocidad a la que conduce es seguido por un policía en motocicleta a quien atropella y también mata. La prensa se queja por el auge de la delincuencia. El policía Mauro Moreno investiga la muerte del ciego, del que se sabe era informante del juez Zani, quien había encaminado a Mauro cuando era joven apartándolo de un seguro camino de la delincuencia y llevarlo en cambio a ingresar a la policía. Charly concurre a un cabaret regenteado por Rosa y se jacta de sus muertes, por lo cual la mujer le avisa a Mauro a cambio de que libere a Mabel, una joven prostituta a quien había detenido en la calle. Mauro y otros policías ingresan al local pero Charly mata a uno de ellos y escapa. Posteriormente El Sueco, Nacho y Charly matan al juez Zany. 
A raíz de estos hechos Mauro cambia su conducta y en diversos enfrentamientos con delincuentes mata a varios de ellos, incluso cuando habían dejado de resistirse. La prensa comienza a criticar a la policía por dichas muertes. La Mimito va a la casa de Mauro y se queda a vivir con él. A la salida de una fiesta Nacho y Charly violan y matan a Clara, actuada por Celia Cadaval, por lo que la prensa reclama medidas contra la delincuencia. Mauro interroga a Nacho y consigue que reconozca los homicidios cometidos por El Sueco y Charly y a la noche intercepta un contrabando y mata a Charly cuando ya se había entregado. La policía encuentra a El Sueco y lo sigue hasta la casa de Rosa, donde también se encuentra Pascual, el compañero de ésta que acaba de salir de la cárcel. Le avisan a Mauro, quien entra al domicilio y en el enfrentamiento mata a Pascual y a El Sueco. La prensa reclama por estas acciones de la policía. Mauro provoca intencionalmente su propia muerte haciendo que Nacho, que es drogadicto, le robe una pistola y lo mate luego con ella.

## Reparto
Participaron del filme los siguientes intérpretes:
- Jorge Salcedo ... Mauro Moreno
- Nelly Meden ... Rosa
- José María Langlais ... El Sueco
- Graciela Borges ... Georgina
- Walter Vidarte ... Nacho
- Sergio Renán ... Charly
- Gilda Lousek ... Mabel
- Ambar La Fox ... Cantante
- Darío Vittori ... Sacerdote
- Bernardo Perrone ... Dr. Zani
- Mario Lozano ... Pascual
- Norberto Suárez ... Mincho
- Juan Carlos Altavista
- Beto Gianola
- Juan Carlos Lamas
- Marta Cerain ... La Mimito
- Juan Alighieri ... Asistente de Mauro
- Gloria Leyland ... Bárbara
- Celia Cadaval .... Clara
- Josefa Goldar ... Dueña de pensión
- Nancy Lopresti
- Hellen Grant ... Strip teaser
- Juan Esquiza
- Enrique Liporace
- Isidro Fernán Valdez ... Ciego en subterráneo
- Diana Lupe ... Negra
- Virginia Lago ... Doblaje de Marta Cer

## Recepción
Para el diario Crónica es una "película de corte policial, con un profundo mensaje social y humano logrado a medias", en tanto La Nación opinó que "Carece de la concisión y limpieza de movimientos que debe caracterizar a una narración del género policial (...) El relato no alcanza el vuelo necesario".